# Cayo Trebonio Próculo Metio Modesto
Cayo o Gayo Trebonio Próculo Metio Modesto (en latín: Gaius Trebonius Proculus Mettius Modestus) fue un senador romano de  finales del siglo I y principios del siglo II, que desarrolló su cursus honorum bajo  Domiciano, Nerva y Trajano. 

## Orígenes familiares
Modesto era miembro de la gens Metia. Hans-Georg Pflaum rastreó por primera vez el surgimiento de esta familia, identificando sus orígenes en Petelia, una pequeña ciudad de habla griega en Bruttium, de donde emigraron a Arles cuando Julio César instaló allí a uno de sus antepasados, un soldado o centurión de su Legio VI. Los antepasados inmediatos de Modesto fueron su abuelo, Marco Metio Modesto, procurador de Siria , y su padre, Marco Metio Rufo, prefecto de Egipto desde el año 89 al 92, lo que los convirtió en miembros prominentes de los caballeros romanos. Su entrada en el Senado fue facilitada por su tío Metio Modesto, cónsul sufecto en el año 82. Se sabe que tenía un hermano llamado Marco Metio Rufo, que murió antes de que pudiera llegar al consulado.
Modesto tiene claramente un nombre polónimo, aunque no se ha investigado la identidad de Trebonio Próculo, ni como la persona que adoptó a Modesto, ni como su abuelo materno.
Marco Junio Metio Rufo, cónsul sufecto en 128, ha sido identificado como su hijo biológico.

## Carrera política
Puede que sea el mismo Metio Modesto que menciona Plinio el Joven en una carta a su amigo Voconio Romano en donde se refiere a que fue desterrado de Roma. Bernard Remy fecha su exilio en el año 93, cuando Domiciano castigó a varios senadores por conspiración. Aparentemente, el notorio delator Marco Aquilio Régulo tuvo un papel en su exilio, porque Plinio describe en su carta con obvio deleite cómo Régulo temía a Metio Modesto, en el momento que emperador Nerva lo había llamado del exilio.
Su primer cargo conocido fue el de gobernador de la provincia Licia y Panfilia del año 99 al 102. Los habitantes de la provincia conmemoraron su mandato erigiendo una monumental puerta de triple arco en Patara, Licia (en la actual provincia de Antalya, Turquía) que aún se mantiene en pie. Fue cónsul sufecto en el año 103 junto a Marco Flavio Apro.
Más tarde fue proconsul de Asia entre los años 119/120.